# Leucopis lubrica
Leucopis lubrica är en tvåvingeart som beskrevs av Frey 1958. Leucopis lubrica ingår i släktet Leucopis och familjen markflugor. Inga underarter finns listade i Catalogue of Life.